# Lammholm, Iniö
Lammholm är en ö i Finland.   Den ligger i kommunen Pargas i den ekonomiska regionen  Åboland  och landskapet Egentliga Finland, i den sydvästra delen av landet, 200 km väster om huvudstaden Helsingfors. Arean är 0,47 kvadratkilometer.
Terrängen på Lammholm är mycket platt. Den sträcker sig 0,9 kilometer i nord-sydlig riktning, och 1,6 kilometer i öst-västlig riktning.